# Paraseliza sinuata
Paraseliza sinuata är en insektsart som först beskrevs av Melichar 1905.  Paraseliza sinuata ingår i släktet Paraseliza och familjen Flatidae. Inga underarter finns listade i Catalogue of Life.